# 毎日新聞グループホールディングス
株式会社毎日新聞グループホールディングス（まいにちしんぶんグループホールディングス）は、毎日新聞社とスポーツニッポン新聞社などを傘下に置く日本の持株会社である。通称毎日新聞GHD。2011年4月1日に「毎日・スポニチ持株移行株式会社」（まいにち・スポニチもちかぶいこう）の商号で設立された。

## 概要
毎日新聞社とスポーツニッポン新聞社は、以前から系列新聞社であり、両紙の印刷・販売で共有、イベントの共同主催などの提携、また大阪・西部の両本社は毎日とスポニチ（スポニチ西部版は「東京本社・西部総局」）で共有しているなどの提携関係がある。
近年、日本の新聞社はインターネットやデータ放送などによる速報性などの影響もあり、発行部数の削減が進んでおり、より効率的な経営・発行を展開することを目指し、2011年4月1日付で共同経営の持株会社を設立した。
持株会社は「毎日側の普通株1株:新法人の普通株式1株」、および「スポニチの普通株1.45株:新法人の普通株1株」を交付する仕組みでの株式移転により設立された純粋持株会社であり、その下に新聞発行事業会社の「毎日新聞社」・「スポーツニッポン新聞社」を傘下におさめる。
大手新聞社の持株会社移行は、2002年7月1日に読売新聞社が「読売新聞グループ本社」として持株会社に移行して以来9年ぶりとなるが、別法人のスポーツ新聞社を持株会社傘下に収める点が読売新聞と異なる。
当初の「毎日・スポニチ持株移行」会社という社名は暫定的命名であったが、2011年6月24日に、毎日・スポニチ持株移行会社及び毎日新聞社とスポーツニッポン新聞社の3社がそれぞれ株主総会を開催し、持株会社の新社名を「株式会社毎日新聞グループホールディングス」とすることを決議した。
2013年6月には、毎日新聞系列の印刷会社である東日印刷株式会社を傘下におさめる。
2019年5月31日、毎日映画社を完全子会社化。

## グループ構成企業
- 毎日新聞社 - 毎日新聞グループの基幹企業。毎日新聞の制作販売を中心とした事業会社
- スポーツニッポン新聞社 - スポーツニッポン新聞の制作販売
- 東日印刷 - 東日本を中心とした総合印刷事業
- 高速オフセット - 西日本を中心とした総合印刷事業
- 毎日映画社 - 映像制作プロダクション

## 業績推移(連結)
| 会計年度 | 売上高  | 営業利益 | 経常利益 | 純利益 |
| -------- | ------- | -------- | -------- | ------ |
| 2011年度 | 243,202 | 1,347    | 2,250    | ▲971   |
| 2012年度 | 238,731 | 1,772    | 2,263    | 514    |
| 2013年度 | 233,548 | 2,548    | 3,114    | 209    |
| 2014年度 | 224,806 | 788      | 1,283    | 38     |
| 2015年度 |         |          |          |        |
| 2016年度 |         |          |          |        |
| 2017年度 |         |          |          |        |
| 2018年度 |         |          |          |        |
| 2019年度 | 177,869 | ▲1,685   | ▲1,133   | ▲5,819 |
| 2020年度 | 153,740 | ▲1,837   | ▲1,288   | 733    |
| 2021年度 | 130,456 | 1,506    | 2,148    | 821    |
| 2022年度 | 128,545 | 20       | 735      | 3,759  |
| 2023年度 | 126,721 | ▲1,207   | ▲518     | ▲1,479 |

## 不祥事
- 2025年4月8日 - 持ち株会社の内部監査室長を務めていた50代の男性社員が、18歳未満の少女に現金を渡して性的な行為をしたり、わいせつな自撮りの画像を送らせたりしたとして、警視庁が児童買春などの疑いで書類送検。[4]